# جون تي. كرينشاو
جون تي. كرينشاو هو سياسي أمريكي، (و. العقد 1800  م).